# 纳瓦尔古恩德
纳瓦尔古恩德（Navalgund），是印度卡纳塔克邦Dharwad县的一个城镇。总人口22200（2001年）。

## 人口
该地2001年总人口22200人，其中男性11347人，女性10853人；0—6岁人口3109人，其中男1571人，女1538人；识字率59.38%，其中男性为67.92%，女性为50.45%。